# Miratovac
Miratovac (cyr. Миратовац) – wieś w Serbii, w okręgu pczyńskim, w gminie Preševo. W 2002 roku liczyła 2774 mieszkańców.